# Stanisław Malarski
Stanisław Malarski (ur. 1931, zm. 23 kwietnia 2018) – polski prawnik, doktor habilitowany nauk prawnych, profesor nadzwyczajny Uniwersytetu Opolskiego, specjalista prawa cywilnego, prawa gospodarczego i prawa administracyjnego.

## Życiorys
W 1977 uzyskał stopień naukowy doktora nauk prawnych na podstawie rozprawy napisanej pod kierunkiem prof. Andrzeja Stelmachowskiego. W 1984 otrzymał stopień doktora habilitowanego.
Był dyrektorem Międzywydziałowego Instytutu Prawa i Administracji UO, który następnie przekształcono w Wydział Prawa i Administracji Uniwersytetu Opolskiego. Był także zatrudniony w Wałbrzyskiej Wyższej Szkole Zarządzania i Przedsiębiorczości oraz w Wyższej Szkole Zarządzania i Administracji w Opolu.

## Wybrane publikacje
- Czynniki informacyjne umów gospodarczych. Studium prawno-gospodarcze, Opole: Wydaw. IŚ, 1984.
- Efektywność instrumentów prawno-administracyjnych ochrony wód Odry w działalności terenowych organów, Opole: IŚ, 1983.
- Instrumenty prawne marketingu, Kraków: Wydaw. Profesjonalnej Szkoły Biznesu, 1996, 1997.
- Instrumenty prawne marketingu. Poradnik menedżera, Opole: OIG, 1995.
- Istota i funkcje umowy o kooperację przemysłową, Opole: Instytut Śląski, 1980.
- Koncepcja organizacyjno-prawna Zarządu Rzeki Odry, Opole: IŚ, 1983.
- Prawne problemy samorządu terytorialnego, Sosnowiec: Oficyna Wydawnicza „Humanitas”. Wyższa Szkoła Humanitas, 2013.
- Region Śląsk Opolski. Specjalna strefa gospodarczo-ekologiczna, Opole: Wydaw. IŚ, 1991.
- Samokształcenie sterowane. Zbiór przepisów prawnych z zakresu organizacji przedsiębiorstwa, Opole: TNOiK, 1986.
- Społeczno-ekonomiczne warunki rozwoju Nadodrza (materiały), Opole: Wydaw. IŚ, 1980.
- Śląsk Opolski – region i jego struktura, Opole: Wydaw. Instytut Śląski, 1992.
- Wybrane problemy aktywizacji gospodarki odrzańskiej, Opole: IŚ, 1981.
- Wybrane problemy kształtowania i funkcjonowania systemów wodno-gospodarczych na przykładzie Odry, Opole: IŚ, 1988.
- Zbiornik Racibórz. Problemy, dyskusje, poglądy, Opole: IŚ, 1985.
- Związek komunalny Zagłębia Ruhry (Kommunalverband Ruhrgebiet) - efektywny model regionalnej gospodarki, Opole: Wydaw. IŚ, 1989[4].